# Thou (Cher)
Thou [tu] ist eine französische Gemeinde mit 78 Einwohnern (Stand: 1. Januar 2022) im Département Cher in der Region Centre-Val de Loire. Sie gehört zum Arrondissement Bourges und zum Kanton Sancerre.

## Lage
Thou liegt etwa 44 Kilometer nordnordöstlich von Bourges. Umgeben wird Thou von den Nachbargemeinden Vailly-sur-Sauldre im Nordwesten und Norden, Sury-ès-Bois im Norden und Nordosten, Jars im Osten und Süden sowie Villegenon im Westen.

## Bevölkerungsentwicklung
| Jahr                       | 1962 | 1968 | 1975 | 1982 | 1990 | 1999 | 2006 | 2019 |
| Einwohner                  | 167  | 157  | 133  | 109  | 74   | 75   | 78   | 79   |
| Quellen: Cassini und INSEE |      |      |      |      |      |      |      |      |

## Sehenswürdigkeiten

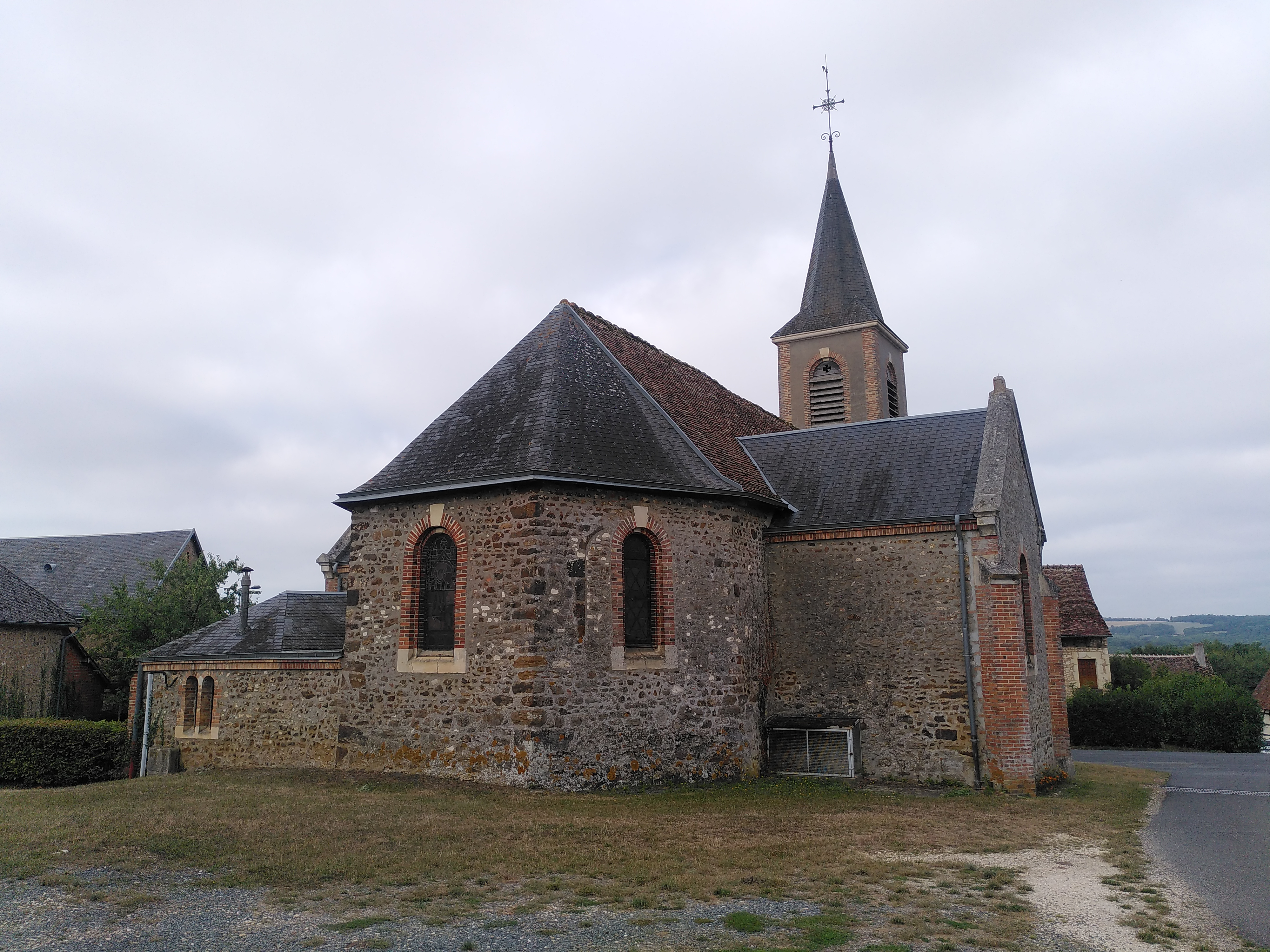
Kirche Saint-Aignan

- Kirche Saint-Aignan aus dem 12. Jahrhundert